# کول ویک
کول ویک(متولد ۳۰ نوامبر ۱۹۹۳) یک بازیکن فوتبال آمریکایی اهل ایالات متحده آمریکا است که برای تیم سان‌فرانسیسکو فورتی ناینرز در لیگ فوتبال ملی (NFL) بازی می‌کند. او در کالج فوتبال در دانشگاه مجسم کلمه بازی کرده‌است.